# Leluthia careovena
Leluthia careovena är en stekelart som beskrevs av Marsh 2002. Leluthia careovena ingår i släktet Leluthia och familjen bracksteklar. Inga underarter finns listade i Catalogue of Life.